# Asarco
Asarco (American Smelting and Refining Company) est une entreprise minière et métallurgique dont le siège social est basé à Tucson en Arizona, notamment connue pour avoir dans la première moitié du XXe siècle raffiné le thallium (le plus toxique des métaux lourds) pour produire des pesticides (dont un raticide à base d'acétate de thallium), si toxiques qu'ils ont tué de nombreuses espèces non-cibles et empoisonnés des centaines de personnes les ayant manipulés (en Californie notamment où une épidémie d'empoisonnements involontaires et volontaires a attiré l'attention sur la dangerosité de ce poison),.
Asarco est aujourd'hui une filiale de Grupo México.

## Séquelles environnementales

### Usine Globe ASARCO
Située à Globeville dans le nord de Denver et le sud du comté d'Adams (East 51st Avenue et Washington Street, au nord de Denver dans le Colorado), sur 36 hectares (89 acres). 
Elle a été créée dans les années 1880, sous le nom de Holden Smelter pour l'affinage d'or et d'argent. 
American Smelting and Refining Company (ASARCO) l'a acheté (en 1901) pour produire divers métaux lourds ou métalloïdes de haute pureté, dont principalement du trioxyde d'arsenic (de 1919 à 1926), puis (de 1926 à 1993) du cadmium, produit par différents procédés (jusqu'en juin 1993) et de l'indium, à partir de 1944. Au moment de sa mise en faillite, elle produisait de la litharge (oxyde de plomb), de l'oxyde de bismuth et du plomb d'essai. Elle a raffiné de 1950 à 1998 divers métaux de haute pureté (thallium, antimoine, cuivre, tellure...).
Après plus d'un siècle d'activités, elle est devenue une zone industrielle gravement polluées par le cadmium, l'arsenic, le plomb et le zinc, principalement. La première alerte officielle a été lancée en 1974 par l'autorité chargée de la qualité de l'eau au sein du Département de la santé publique et de l'environnement du Colorado (CDPHE) à partir d'analyses d'échantillons d'eau et de sédiments du fossé de drainage de l'usine, qui ont révélé des taux très élevés de cadmium, d'arsenic, de plomb et de zinc. Au début des années 1980, le CDPHE prouve que l'usine Globe ne respect pas la loi du Colorado sur les sites et sur les installations d'élimination de déchets solides. Il s'avère qu'elle a aussi été une source chronique de pollution de l'air et les sols par de l'arsenic, du cadmium et du plomb, sur et hors de son terrain, et qu'elle a pollué l'eau (un panache de pollution contaminant la nappe s'écoule du site de l'usine vers le nord-est, à partir d'un crassier, décharge à ciel ouvert posée à même le sol sans confinement), exposant plusieurs milliers de riverains à plusieurs métaux lourds. 
En décembre 1983, Le Colorado a déposé une plainte contre l'industriel pour dommages aux ressources naturelles, en vertu de la loi CERCLA (Comprehensive Environmental Response, Compensation and Liability Act), la loi fédérale du Superfund. L'usine a été à ce titre classée dans la liste de priorités nationales du Superfund de l'EPA et une solution de dépollution a été négociée pour le site et un décret de consentement a été signé par ASARCO en 1993, engageant l'usine Asarco Globe à :
- réduire sa pollution atmosphérique[3]
- assurer le suivi de ses émissions[3]
- réduire la pollution de la nappe, et la traiter[3]
- dépolluer les fossés autour de la zone de l'usine[3]
- fermer son crassier[3]
- échantillonner les sols autour de l'usine (propriétés résidentielles, commerciales et publiques), et dépolluer ceux qui dépassent les normes sanitaires (avec décaissement et remplacement des 12 premiers pouces de sol et 18 pouces dans les sols de potager où les concentrations de métaux dépassent 73 parties par million (ppm) de cadmium, 500 ppm de plomb ou 70 ppm d'arsenic. Nettoyer les propriétés dont les sols contiennent plus d'arsenic que le bruit de fond moyen (28 ppm) si le propriétaire le demande et un niveau d'action supplémentaire de 500 ppm a été décidé pour le zinc dans les sols de jardins[3].

Les sols ont été dépollués (à partir d'avril 1994) dans plus de 550 propriétés résidentielles, parcs et terrains vacants. Le bassin de sédimentation, le fossé de drainage industriel et les bassins de rétention ont été assainis et un système de collecte des eaux souterraines de surface est installé, mais le crassier est resté ouvert pour accueillir les sols toxiques enlevés dans la zone contaminée par l'usine.
En 2003, l'EPA a créé un fonds national de 100 millions de dollars pour aider Asarco à terminer la dépollution et la mise en œuvre de sa gestion environnementale de ses sites.
En 2004, Asarco décide de lancer une procédure de dépôt de bilan. Sa faillite a été déclarée en 2006 mais sa responsabilité reste engagée. Après sa faillite, Asarco devait avoir mis en place « une fiducie (Asarco Bankruptcy Trust) chargée de financer une surveillance continue des eaux souterraines, de finaliser l'échantillonnage et l'assainissement des propriétés commerciales et industrielles, et d'achever l'assainissement de l'unité opérationnelle de l'ancien bassin de neutralisation, comme dicté dans le décret de consentement entre l'État du Colorado et Asarco ». En 2009, l'EPA constate qu'après la fermeture de l'usine, une grande partie du suivi de la nappe n'était plus effectué et les opérations de dépollution avaient cessé, ou pour l'ancien bassin de neutralisation n'avaient pas commencé. Selon l'EPA, même après la mise en place des transferts vers la nappe, l'atténuation naturelle de sa partie déjà polluée (sous la zone située à l'est du site de l'usine, jusqu'à la rivière Platte) devrait nécessiter plusieurs décennies.